# チェロソナタ第2番 (フォーレ)

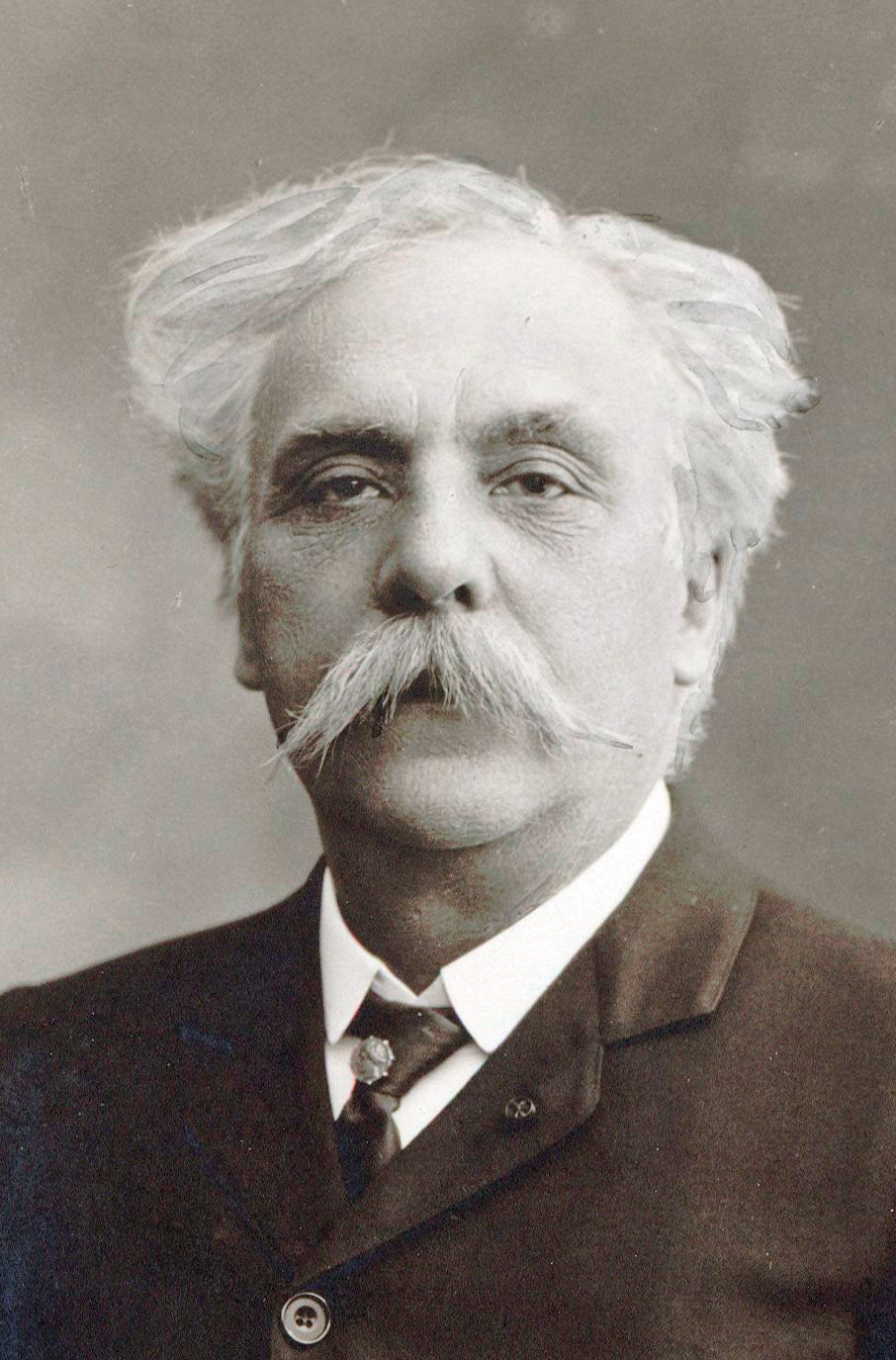
ガブリエル・フォーレ（1905年の写真）

チェロソナタ第2番(仏: Sonate pour violoncelle et piano nº 2) ト短調 作品117は、近代フランスの作曲家ガブリエル・フォーレ（1845年 - 1924年）が1921年に作曲したチェロとピアノのためのソナタ。全3楽章からなる。
なお、フォーレのチェロソナタは2曲あり、第1番は第2番の4年前、1917年に書かれている。

## 作曲の経緯
フォーレのチェロソナタ第2番は、1921年2月から11月にかけて作曲された。
第2楽章、第1楽章、第3楽章の順に書かれており、このうち第2楽章は、1921年5月5日にパリのオテル・デ・ザンヴァリッド（廃兵院）で執り行われたナポレオン1世没後100年記念式典のためにフォーレが作曲した『葬送歌』（作品番号なし）の編曲である。
ナポレオン1世のための『葬送歌』は、1921年の初め、フランス政府からの委嘱によって作曲された。フォーレがピアノ五重奏曲第2番を完成したころで、作曲家として名誉な注文であることは知りつつも、自らの審美的な好みが内面的な音楽を目指すことにあると自覚していたフォーレにとっては、困惑させられるものでもあった。
それでも作品は2週間もかからずに完成した。フォーレの次男フィリップによると、『葬送歌』はかつての悲歌劇『プロメテ』同様に3つの部分からなるスコアで書かれていたという。式典では軍楽隊によって演奏されるが、フォーレは吹奏楽に不慣れであったため、パリ憲兵隊で音楽隊長を務めていたギヨーム・バレーに編曲を依頼している
『葬送歌』はフォーレのもっとも感動的な曲のひとつとなり、この仕事によって彼の創造的イマジネーションが刺激されたこと、また、吹奏楽の形態のままでは演奏機会が限られることから、フォーレはこの作品をチェロ用に編曲、これを中心楽章にしたソナタを構想した。フォーレは1921年3月19日付けで妻マリーに宛てた手紙で、「チェロとピアノのための二つ目のソナタ」に着手したことを告げている。こうして『葬送歌』は新たなチェロソナタのアンダンテ楽章として蘇ることになった。
しかし、8月にフォーレは病気のために倒れ、医者の指示によって作曲は中断された。妻マリーに宛てた手紙には、「私は気管支と腸、それに肝臓と腰をやられました。床から離れられずに、食事療法をしており、薬やミルクを飲んでいます。」（1921年8月19日付）、「私はゆっくりとですが、回復しつつあります。要は、回復しなければならないのです。いま、バルザックを読んでいますが、とても面白い……。私の音楽ですか？　眠っています……。」などと報告している。1ヶ月の中断を経て、フォーレがパリに戻ってきたのは9月になってからである。
両端楽章は、1921年の春と秋を通じてパリのヴィーニュ通り32番地にあるアパルトマン及びアリエージュ県のアクス＝レ＝テルムにおいて制作された。
この年の秋には、チェロソナタ第2番につづいて歌曲集『幻想の水平線』（作品118）、フォーレ最後の夜想曲となった夜想曲第13番（作品119）が生み出されており、フランスのフォーレ研究家ジャン＝ミシェル・ネクトゥーは「創造性溢れる秋」と呼んでいる。

## 初演・出版
1922年5月13日、国民音楽協会の演奏会でジェラール・エッキングのチェロ、アルフレッド・コルトーのピアノによって初演され、同年、デュラン社より出版された。
また、この演奏会では、チェロソナタ第2番につづいて1921年秋に作曲された歌曲集『幻想の水平線』もシャルル・パンゼラの独唱によって初演されている。
フォーレは初演の前日に76歳の誕生日を迎えていた。この演奏会でフォーレのチェロソナタは驚異と称賛の的となり、翌日、フォーレの旧友で作曲家のヴァンサン・ダンディは次のようにしたためている。
曲は、アメリカの作曲家・ヴァイオリニストであるチャールズ・マーティン・レフラー（1861年 - 1935年）に献呈された。
レフラーはフォーレの友人であり、画家ジョン・シンガー・サージェント、批評家エドワード・バーリンゲイム・ヒル、ファニー・メイソンとともに4人でフォーレを経済的に支援する集いを開いていた。フォーレはこれに感謝の気持ちを示すため、チェロソナタ第2番と歌曲『九月の森で』をレフラーに、ピアノ五重奏曲第2番をサージェントに、それぞれ自筆譜を送っている。

## 特徴
フォーレの創作期間はしばしば作曲年代によって第一期（1860年 - 1885年）、第二期（1885年 - 1906年）、第三期（1906年 - 1924年）の三期に分けられており、これによると、2曲のチェロソナタはいずれも第三期に属する。
チェロソナタ第2番は、溌剌とした躍動感が特徴的であり、彼の2曲のチェロソナタの中では、楽しさと穏健さの点で第1番よりも比較的人気がある。
第1楽章は、一息に書かれたような中心素材からなっており、決して旋律の継続性を失わない。
ネクトゥーは、「病に苦しむ75歳の老音楽家の手によるものとは思えないほど、喜びとゆとり、そして抒情的な力が溢れている」と述べている。
第2楽章はすでに述べたようにナポレオンへの『葬送歌』を元にしている。ハ短調による葬送行進曲風の曲調は、フォーレが約40年前に書いた『エレジー』（作品24）を思わせるところがある。とはいえ、かつてのような情熱や感傷、燃えるようなクライマックスは見られない。
結尾ではハ長調の深い安らぎへと変化していく。
また、この楽章で用いられているコラール様式は、その崇高な響きによってバッハの作品を思わせる。
終楽章は活発なスケルツォである。
とくに冒頭の部分で、フォーレは調性の限界ぎりぎりで大胆な表現を果敢に用いている。
ここに見られる気まぐれで急テンポの楽想は、ピアノ五重奏曲第2番のスケルツォ楽章やピアノ三重奏曲の終楽章などにも見られ、フォーレ晩年の作風として顕著なものである。
ネクトゥーはこの終楽章について、フォーレのスケルツォの中でももっとも魅惑的なもののひとつであるとし、「フォーレはここで茶目っ気を発揮しながら、あたかも音楽でお話をしようとしているかのように思われる」と述べている。

## 構成

### 第1楽章
アレグロ、ト短調、3/4拍子。自由なソナタ形式。冒頭、第1主題はピアノで提示され、これをチェロが受け継ぐ。楽章を構成する主要な二つの主題は、豊かな抑揚を持ち、いずれも16小節の長さを持つ点で共通する。
代わる代わる変化する二つの曲想は、一つの副次的な動機によって結びつけられており、曲の進展を中断するような、主題に対立する要素は現れない。
第1主題
経過句（副次的動機）
第2主題
展開部は1小節の間隔を置いたカノンによって始まる。再現部では、提示部とは逆にチェロによって第1主題が戻ってくる。再現部は短縮されており、コーダではト長調となって、再びカノンを用いた新たな展開部へと導かれる。

### 第2楽章
アンダンテ、ハ短調、4/4拍子。深い瞑想感を湛えた楽章。
第1主題は同じハ短調の『エレジー』を思わせるが、むしろ憂いのこもった響きで悲しみの内にも気品を漂わせる。
第1主題
第2主題は変イ長調で、ささやくようなコラールのフレーズとなって変ホ音（上中音）の周りを巡る。
第2主題
コラール旋律に基づきながら、やがてピアノによっていきなり遠くのロ短調に転調し、激しさを増す。二つの主題がフォルティッシモで重ねられて再現部となる。第2主題はハ長調で再現し、そのまま穏やかな光の中で終わる。

### 第3楽章
アレグロ・ヴィーヴォ、ト短調、2/4拍子。自由なソナタ形式。冒頭の部分は、頻繁な転調と躍動するリズムが印象的である。
第1主題
第1主題が提示されるたびに転調が起こるため、フレーズが終結せず、4度にわたって第1主題の提示が試みられ、第56小節目でようやく主題が確保される。その直後、ピアノに第2主題が突然出現する。
第2主題
第2主題は変ホ長調。
「テンポを落とさずに」と指示されており、この楽章の「中間部」を形成する。この主題は4声で書かれており、掛留音の使用によって生み出される効果は、この曲の少し前に書かれたモーリス・ラヴェルの『クープランの墓』（1914年 - 1917年）との類似が認められる。
フォーレの作品では『9つの前奏曲』の第4番を思い起こさせるもので、ここには、17世紀から18世紀にかけて、フランスのクラヴサン音楽に脈々と息づいてきた優美さに対する鋭い感覚がうかがわれる。
スケルツォ主題を反復した後、冒頭音型による展開部となる。ネクトゥーによれば「オーバード」（朝の音楽）にも喩えられる部分で、快活さとチェロのピチカートによる皮肉な調子、若々しい響きなどからは、1917年の春に初演されたクロード・ドビュッシーのチェロソナタの「セレナード」を想起させる。フォーレがこのようにドビュッシーへの接近を見せることは例外的である。
コーダはト長調。チェロに反復音を用いた書法が現れ、リズム動機を繰り返しながら、全曲を輝かしく力強く締めくくる。